# One Room
《One Room》是在2017年1月開始播放的日本原創短篇電視動畫，為SMIRAL animation繼《枕男子》和《動畫鍛鍊！EX》系列之後推出的第三部第一人稱視角動畫，內容描述三個發生在「你（One）的房間（Room）」的故事。另有男性角色版本《Room Mate》在同年4月播出。第二期動畫於2018年7月2日播映。第三期動畫於2020年10月6日播映。

## 登場人物

### One Room
花坂結衣（聲：M·A·O）
高中三年級生，為了準備大學入學考試而從北海道來到東京，與為了就業而同樣來到東京的姐姐一起生活。
桃原奈月（聲：村川梨衣）
主角的妹妹，聲稱要為在東京工作的哥哥提供「生活指導」，利用暑假期間來到哥哥的房間借住。
青島萌香（聲：三森鈴子）
主角的青梅竹馬，曾經出道的創作歌手，但由於發展不順遂而在東京打工並持續逐夢。
七橋御乃梨（聲：高橋李依）
第2期登場，17歲高中三年級生，因為喜愛爺爺經營的錢湯「七橋湯」，所以幾乎天天都會去幫忙。
天月真白（聲：水瀨祈）
第2期登場，21歲的大學4年級生，曾經是新體操選手卻因為受傷的關係引退。
琴川晶（聲：富田美憂）
第3期登場，主人公後輩，園藝部所屬。
織崎紗耶（聲：花守由美里）
第3期登場，24歲的上班族。主人公的家庭教師。

### Room Mate
葦原巧（聲：前野智昭）
大學生，因話較少而給人冷酷的印象，但其實很關懷周遭的人。
仁科葵（聲：花江夏樹）
從小就進入劇團的高中生，個性活潑開朗，但常常過於入戲。
宮坂真也（聲：鳥海浩輔）
在知名企業上班的菁英，性格高傲、喜歡製造混亂，但也有照顧人的一面。

## 製作人員
- 原作：SMIRAL
- 企劃：菊田昌史、櫻井崇
- 人物原案：監督（One Room）、左（Room Mate）
- 人物設定、總作畫監督：奧田泰弘（One Room）、中田知里（Room Mate）
- 故事原案：真野英二
- 劇本：霜井蒼星
- 綜合演出：佐久間貴史
- 美術指導：松本浩樹
- 色彩設計：日比智惠子
- 攝影指導：難波史
- 編輯：德田俊
- 音效製作：神南Studio（日语：神南スタジオ）
- 音樂：yamazo（日语：yamazo）
- 音樂製作：F.M.F（日语：F.M.F）
- 製作人：後藤裕、鈴木良兵、鈴木脩一
- 動畫製作：颱風Graphics、ZERO-G（Second Season、Third Season）
- 製作：「One Room」製作委員會、「Room Mate」製作委員會、「One Room Second Season」製作委員會

## 主題曲
| 「」（第1－4話） 作詞：稻葉江美，作曲、編曲：奧井康介，主唱：花坂結衣（M·A·O） 「」（第5－8話） 作詞：稻葉江美，作曲、編曲：奧井康介，主唱：桃原奈月（村川梨衣） 「（希望副歌）」（第9－12話） 作詞：稻葉江美，作曲、編曲：eba，主唱：青島萌香（三森鈴子） One Room 第2期 「」（第0－4話） 作詞：稻葉江美，作曲、編曲：奧井康介，主唱：花坂結衣（M·A·O） 「」（第5－8話） 作詞：稻葉江美，作曲、編曲：eba，主唱：七橋御乃梨（高橋李依） 「」（第9－12話） 作詞：稻葉江美，作曲、編曲：eba，主唱：天月真白（水瀨祈） One Room 第3期 「」（第1－4話） 作詞：稻葉江美，作曲、編曲：yamazo，主唱：琴川晶（富田美憂） 「」（第5話） 作詞：稻葉江美，作曲、編曲：大畑拓也，主唱：桃原奈月（村川梨衣） 「」（第6話） 作詞：稻葉江美，作曲、編曲：柳館周平，主唱：七橋御乃梨（高橋李依） 「」（第7－10話） 作詞：稻葉江美，作曲、編曲：奧井康介，主唱：織崎紗耶（花守由美里） 「」（第11－12話） 作詞：稻葉江美，作曲、編曲：工藤嶺，主唱：花坂結衣（M·A·O） | 「」 作詞、作曲：大畑拓哉，編曲：eba 主唱：葦原巧（前野智昭）、仁科葵（花江夏樹）、宮坂真也（鳥海浩輔） |

## 各話列表

### One Room
| 話數                    | 部節              | 日文標題        | 中文標題             | 分鏡              | 演出                  | 作畫監督        |                 |
| One Room 第一期         | One Room 第一期   | One Room 第一期 | One Room 第一期      | One Room 第一期   | One Room 第一期       | One Room 第一期 | One Room 第一期 |
| ----------------------- | ----------------- | --------------- | -------------------- | ----------------- | --------------------- | --------------- | --------------- |
| 第1話                   | 第一部 花坂結衣   |                 | 花坂結衣提出請求     | 佐久間貴史        | 佐久間貴史 藤木俊史   | 崎本小百合      |                 |
| 第2話                   | 第一部 花坂結衣   |                 | 花坂結衣許下約定     | 佐久間貴史        | 佐久間貴史            | 崎本小百合      |                 |
| 第3話                   | 第一部 花坂結衣   |                 | 花坂結衣陷入沉睡     | 高杉旭 佐久間貴史 | 佐久間貴史            | 崎本小百合      |                 |
| 第4話                   | 第一部 花坂結衣   |                 | 花坂結衣牽起手       | 高杉旭 佐久間貴史 | 佐久間貴史            | 崎本小百合      |                 |
| 第5話                   | 第二部 桃原奈月   |                 | 桃原奈月進行照看     | 上田慎一郎        | 上田慎一郎            | 谷拓也          |                 |
| 第6話                   | 第二部 桃原奈月   |                 | 桃原奈月感到安心     | 上田慎一郎        | 上田慎一郎            | 谷拓也          |                 |
| 第7話                   | 第二部 桃原奈月   |                 | 桃原奈月害羞搪塞     | 上田慎一郎        | 上田慎一郎            | 谷拓也          |                 |
| 第8話                   | 第二部 桃原奈月   |                 | 桃原奈月無法坦白心聲 | 上田慎一郎        | 上田慎一郎            | 谷拓也          |                 |
| 第9話                   | 第三部 青島萌香   |                 | 青島萌香依然記得     | 高杉旭 佐久間貴史 | 佐久間貴史            | 本田敬一        |                 |
| 第10話                  | 第三部 青島萌香   |                 | 青島萌香陷入煩惱     | 高杉旭 佐久間貴史 | 佐久間貴史            | 本田敬一        |                 |
| 第11話                  | 第三部 青島萌香   |                 | 青島萌香心中明白     | 高杉旭            | 高杉旭                | 本田敬一        |                 |
| 第12話                  | 第三部 青島萌香   |                 | 青島萌香在歌唱       | 佐久間貴史        | 佐久間貴史            | 本田敬一        |                 |
| -another- One Room      |                   |                 |                      |                   |                       |                 |                 |
| 第13-1話                | BD收錄            |                 | 花坂結衣泳裝問候     | 不適用            | 佐久間貴史 上田慎一郎 | 不適用          |                 |
| 第13-2話                | BD收錄            |                 | 桃原奈月泳裝掃除     | 不適用            | 佐久間貴史 上田慎一郎 | 不適用          |                 |
| 第13-3話                | BD收錄            |                 | 青島萌香泳裝加油     | 不適用            | 佐久間貴史 上田慎一郎 | 不適用          |                 |
| One Room 第二期         |                   |                 |                      |                   |                       |                 |                 |
| 第0話                   | 第一部 花坂結衣   |                 | 花坂結衣的序幕       | 不適用            | 不適用                | 不適用          |                 |
| 第1話                   | 第一部 花坂結衣   |                 | 花坂結衣很開心       | 佐久間貴史        | 上田慎一郎            | 谷拓也          |                 |
| 第2話                   | 第一部 花坂結衣   |                 | 花坂結衣被罵了       | 佐久間貴史        | 上田慎一郎            | 谷拓也          |                 |
| 第3話                   | 第一部 花坂結衣   |                 | 花坂結衣在鬧彆扭     | 佐久間貴史        | 上田慎一郎            | 谷拓也          |                 |
| 第4話                   | 第一部 花坂結衣   |                 | 花坂結衣在身邊       | 佐久間貴史        | 上田慎一郎            | 谷拓也          |                 |
| 第5話                   | 第二部 七橋御乃梨 |                 | 七橋御乃梨來叫你起床 | 上田慎一郎        | 上田慎一郎            | 谷拓也          |                 |
| 第6話                   | 第二部 七橋御乃梨 |                 | 七橋御乃梨很感傷     | 上田慎一郎        | 上田慎一郎            | 谷拓也          |                 |
| 第7話                   | 第二部 七橋御乃梨 |                 | 七橋御乃梨蠻不講理   | 上田慎一郎        | 上田慎一郎            | 谷拓也          |                 |
| 第8話                   | 第二部 七橋御乃梨 |                 | 七橋御乃梨就在這裡   | 上田慎一郎        | 上田慎一郎            | 谷拓也          |                 |
| 第9話                   | 第三部 天月真白   |                 | 天月真白正在尋找     | 上田慎一郎        | 上田慎一郎            | 谷拓也          |                 |
| 第10話                  | 第三部 天月真白   |                 | 天月真白會努力的     | 上田慎一郎        | 上田慎一郎            | 谷拓也          |                 |
| 第11話                  | 第三部 天月真白   |                 | 天月真白回想起了     | 上田慎一郎        | 上田慎一郎            | 谷拓也          |                 |
| 第12話                  | 第三部 天月真白   |                 | 天月真白在等待       | 上田慎一郎        | 上田慎一郎            | 谷拓也          |                 |
| -extra- One Room 第二期 |                   |                 |                      |                   |                       |                 |                 |
| 第4.5話                 | BD收錄 靜止畫     |                 | 花坂結衣在嘗試       | 不適用            | 不適用                | 不適用          |                 |
| 第?話                   | BD收錄 靜止畫     |                 | 花坂結衣被送來了     | 不適用            | 不適用                | 不適用          |                 |
| 第8.5話                 | BD收錄 靜止畫     |                 | 七橋御乃梨召開會議   | 不適用            | 不適用                | 不適用          |                 |
| 第?話                   | BD收錄 靜止畫     |                 | 七橋御乃梨成為大人物 | 不適用            | 不適用                | 不適用          |                 |
| 第9.5話                 | BD收錄 靜止畫     |                 | 天月真白成為貓       | 不適用            | 不適用                | 不適用          |                 |
| 第?話                   | BD收錄 靜止畫     |                 | 天月真白給你治療     | 不適用            | 不適用                | 不適用          |                 |
| One Room 第三期         |                   |                 |                      |                   |                       |                 |                 |
| 第1話                   | 琴川晶篇          |                 | 琴川晶很親切         | 上田慎一郎        | 上田慎一郎            | 谷拓也          |                 |
| 第2話                   | 琴川晶篇          |                 | 琴川晶很在意         | 上田慎一郎        | 上田慎一郎            | 谷拓也          |                 |
| 第3話                   | 琴川晶篇          |                 | 琴川晶沒有說         | 上田慎一郎        | 上田慎一郎            | 谷拓也          |                 |
| 第4話                   | 琴川晶篇          |                 | 琴川晶培育中         | 上田慎一郎        | 上田慎一郎            | 谷拓也          |                 |
| 第5話                   | 桃原奈月篇        |                 | 桃原奈月要說服       | 上田慎一郎        | 上田慎一郎            | 谷拓也          |                 |
| 第6話                   | 七橋御乃梨篇      |                 | 七橋御乃梨向前邁步   | 上田慎一郎        | 上田慎一郎            | 谷拓也          |                 |
| 第7話                   | 織崎紗耶篇        |                 | 織崎紗耶要謝罪       | 上田慎一郎        | 上田慎一郎            | 谷拓也          |                 |
| 第8話                   | 織崎紗耶篇        |                 | 織崎紗耶在應援       | 上田慎一郎        | 上田慎一郎            | 谷拓也          |                 |
| 第9話                   | 織崎紗耶篇        |                 | 織崎紗耶察覺到       | 上田慎一郎        | 上田慎一郎            | 谷拓也          |                 |
| 第10話                  | 織崎紗耶篇        |                 | 織崎紗耶打擾了       | 上田慎一郎        | 上田慎一郎            | 谷拓也          |                 |
| 第11話                  | 花坂結衣篇        |                 | 花坂結衣嚇一跳       | 佐久間貴史        | 上田慎一郎            | 谷拓也          |                 |
| 第12話                  | 花坂結衣篇        |                 | 花坂結衣在身邊       | 佐久間貴史        | 上田慎一郎            | 谷拓也          |                 |

### Room Mate
| 話數   | 部節            | 日文標題 | 中文標題         | 分鏡            | 演出       | 作畫監督                     |
| ------ | --------------- | -------- | ---------------- | --------------- | ---------- | ---------------------------- |
| 第1話  | 第一部 葦原巧   |          | 室友的歡迎       | 佐久間貴史      | 佐久間貴史 | 小川麻衣                     |
| 第2話  | 第一部 葦原巧   |          | 葦原巧在攀登     | 上田慎一郎      | 上田慎一郎 | 清水博幸 山崎輝彥            |
| 第3話  | 第一部 葦原巧   |          | 仁科葵安心了     | 高杉旭 藤木俊史 | 高杉旭     | 中田知里                     |
| 第4話  | 第一部 葦原巧   |          | 宮坂真也啞然     | 佐久間貴史      | 佐久間貴史 | 片岡惠美子                   |
| 第5話  | 第二部 仁科葵   |          | 室友的休息日     | 上田慎一郎      | 上田慎一郎 | 山崎輝彥 北原章雄 片岡惠美子 |
| 第6話  | 第二部 仁科葵   |          | 葦原巧無法攀登   | 上田慎一郎      | 上田慎一郎 | 山崎輝彥 輿石曉              |
| 第7話  | 第二部 仁科葵   |          | 仁科葵無法冷靜   | 高杉旭          | 高杉旭     | 片岡惠美子                   |
| 第8話  | 第二部 仁科葵   |          | 宮坂真也無法入眠 | 佐久間貴史      | 佐久間貴史 | 小林明美                     |
| 第9話  | 第三部 宮坂真也 |          | 女神像知曉一切   | 上田慎一郎      | 上田慎一郎 | 山崎輝彥 中澤勇一 輿石曉     |
| 第10話 | 第三部 宮坂真也 |          | 室友們决一勝負   | 上田慎一郎      | 上田慎一郎 | 今里佳子 太田悌記            |
| 第11話 | 第三部 宮坂真也 |          | 室友下定决心     | 高杉旭          | 高杉旭     | 中田知里                     |
| 第12話 | 第三部 宮坂真也 |          | 等待著室友       | 佐久間貴史      | 佐久間貴史 | 小林明美                     |

## BD&DVD
| 電視動畫                           | 發售日期       | 規格編號           |
| ---------------------------------- | -------------- | ------------------ |
| One Room 第一期                    | 2017年5月26日  | Blu-ray（SMIB-10） |
| Room Mate                          | 2017年8月25日  | DVD（SMID-1）      |
| One Room 第二期                    | 2018年11月30日 | Blu-ray（SMIB-37） |
| One Room 合集BOX （第一期+第二期） | 2020年9月25日  | Blu-ray（SMIB-43） |

## 备注
1. ↑  日本音樂組合solua（日语：solua）的成員。

## 外部連結
- 官方网站 （日語）
- One Room（動畫）在動畫新聞網百科全書中的資料（英文）
- Room Mate（動畫）在動畫新聞網百科全書中的資料（英文）